# Volkswagen Passat Lingyu
Volkswagen Passat Lingyu – samochód osobowy segmentu D przeznaczony na rynek chiński produkowany przez spółkę joint venture SAIC-Volkswagen i sprzedawany tamże pod marką Volkswagen w latach 2005-2011.

## Ogólna charakterystyka
Volkswagen Passat Lingyu pojawił się na rynku w listopadzie 2005 roku, zastępując tym samym obecną od 2000 roku zmodernizowaną wersję Passata B5. Jest to chińska wersja Škody Superb pierwszej generacji, która z powodu nieobecności czeskiej marki na tamtejszym rynku otrzymała inną nazwę oraz wygląd, nawiązujący do stylistyki pozostałych modeli Volkswagena oferowanych wówczas w Europie.
Volkswagen Passat Lingyu był dostępny w trzech wersjach wyposażenia: Standard (chiń. 标准型), Luxury (chi. 豪华型), VIP oraz Flagship (chi. 旗舰型).
Z okazji igrzysk olimpijskich, które odbyły się w 2008 roku w Pekinie zbudowanych zostało 20 egzemplarzy Passata Lingyu napędzanych ogniwami wodorowymi.

### Spis wersji silnikowych oraz ich zastosowania w poszczególnych wersjach wyposażenia
| Silnik | Pojemność [cm³] | Moc | Moc | Zastosowanie w wersji wyposażenia |
| Silnik | Pojemność [cm³] | kW  | KM  | Zastosowanie w wersji wyposażenia |
| ------ | --------------- | --- | --- | --------------------------------- |
| 2.0    | 1984            | 85  | 110 | Standard                          |
| 1.8 T  | 1781            | 110 | 150 | Luxury VIP                        |
| 1.8 T  | 1781            | 121 | 163 | Luxury VIP                        |
| 1.8 T  | 1781            | 121 | 163 | po modernizacji z 2009            |
| 2.8 V6 | 2771            | 142 | 193 | Flagship                          |

## Lifting

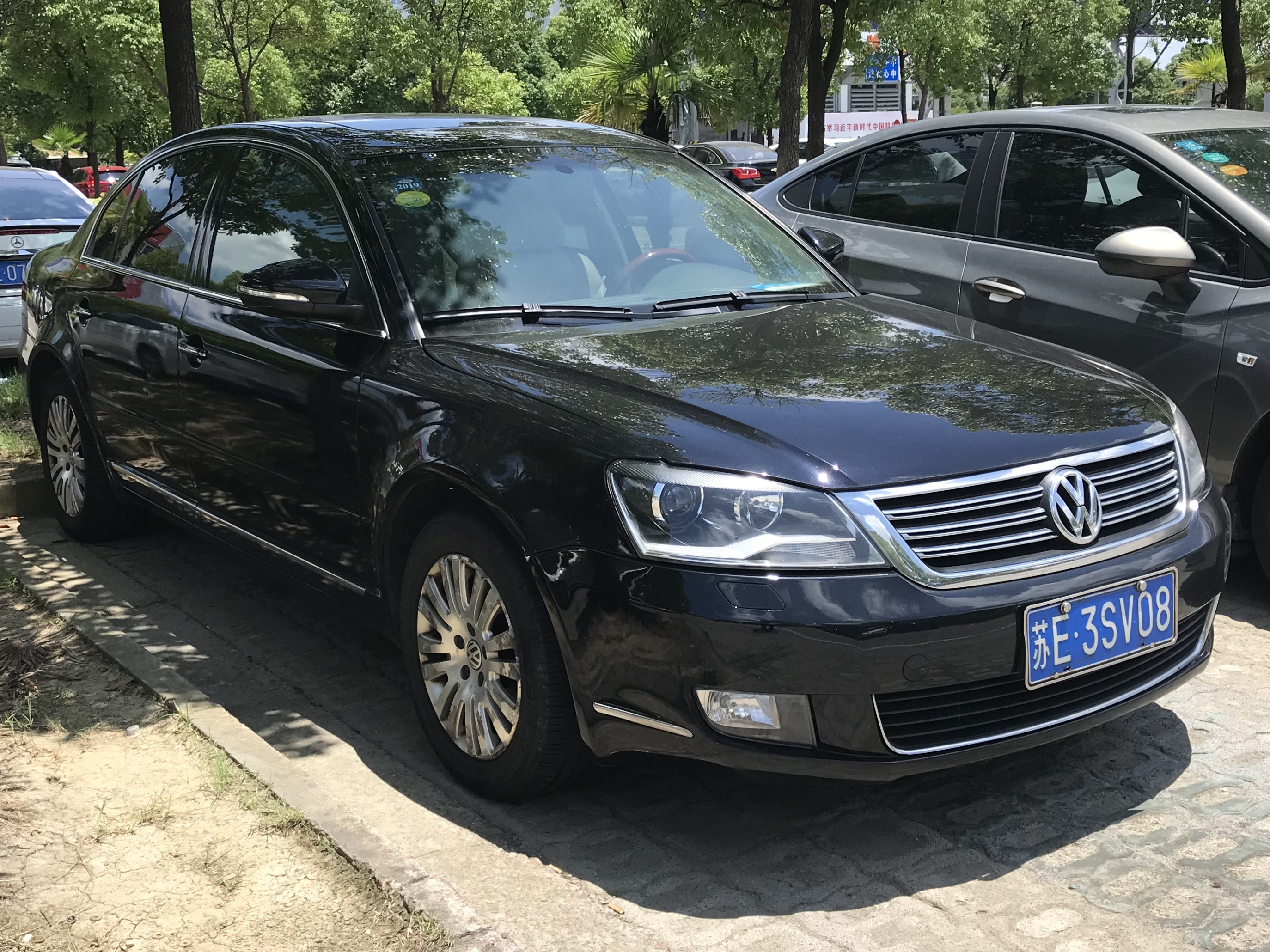
Volkswagen Passat New Lingyu.

W 2009 roku zaprezentowano zmodernizowaną wersję Passata Lingyu, która otrzymała nazwę Volkswagen Passat New Lingyu. Zmiany były przede wszystkim wizualne, ponieważ wybór silników nie uległ zmianie, a ze zmian technicznych jedynie moc silnika 1.8 T została zwiększona do 163 KM. 
W 2011 roku Volkswagen Passat New Lingyu został zastąpiony przez model Volkswagen Passat NMS.